# Elisabeth Bormann (Physikerin)
Elisabeth Ottilie Marianne Bormann (12. Mai 1895 in Wien-Döbling; † August 1986 in Berlin-Charlottenburg) war eine österreichisch-deutsche Physikerin und Assistentin von Max Born. Gemeinsam haben sie 1920 erstmals mit Hilfe der Stern’schen Molekularstrahlmethode die freie Weglänge von neutralen Atomen beim Durchgang durch Gase und die Größe von Molekülen gemessen.

## Werdegang
Elisabeth Bormann war die Tochter von Auguste Bormann, geb. Rohrdantz (* 1850 in Mölln) und Eugen Bormann, für den dies die zweite Ehe war. Sie hatte drei Stiefgeschwister, die im Kindesalter starben und drei Geschwister: Die promovierte Historikerin, Malerin und Grafikerin Emma (1887–1974), den promovierten Germanisten Karl (1889–1914) und die Philosophin, Neurologin und Psychiaterin Eugenie (Deni) Bormann (1892–1986). Die Familie lebte zuerst in Wien 19, Döblinger Hauptstraße 15 und ab 1900 in Klosterneuburg, Buchberggasse 41.
Elisabeth Bormann besuchte die achtjährige Volks- und Bürgerschule in Klosterneuburg und im Anschluss die Privatschule von Eugenie Schwarzwald in Wien. 1914 legte sie die Reifeprüfung am k. k. Staatsgymnasium im XXI. Bezirk Wiens ab (heute Gymnasium Wasagasse). In Wintersemester 1914/15 schrieb sie sich als eine der ersten Studentinnen für Physik und Mathematik an der Universität Wien ein. Ihre Promotion mit dem Thema „Zur experimentellen Methodik der Zerfallsschwankungen“ unter Franz Serafin Exner und Gustav Jäger legte sie 1919 mit Auszeichnung ab.

## Forschung und Karriere
Von Juli 1919 bis zum März 1921 forschte Bormann als Assistentin von Max Born am Physikalischen Institut der Universität in Frankfurt am Main. Sie arbeitete an Versuchen zur Streuung von Silberatomen sowie an weiteren theoretischen Arbeiten Borns. Gemeinsam mit ihm war sie die erste, die die freie Weglänge von Atomen in Gasen und die Größe von Molekülen maß. Sie übernahm auch einen Teil der Ausarbeitung seiner Vorlesungsinhalte. Neben Bormann gab es zu dieser Zeit nur eine weitere Frau am Institut, die Doktorandin Alice Golsen.
Von April bis November 1921 war sie Assistentin von Friedrich Dessauer am Institut für physikalische Grundlagen der Medizin in Frankfurt. Hier arbeitete sie auf dem Gebiet der Röntgentechnik.
Sie siedelte nach Berlin über und arbeitete ab Dezember 1921 im Physikalischen Labor I der Firma Siemens-Schuckertwerke (SSW). Sie führte Experimente auf dem Gebiet der Kabeltechnik durch und untermauerte diese fachtheoretisch. 1957 wurde sie pensioniert.
Zum wissenschaftlichen und privaten Netzwerk gehörten Erwin Mehl, Franz Serafin Exner, Gustav Jäger, Lise Meitner, Max Born, Friedrich Dressauer und Wilhelm Heinrich Heraeus. Alle drei Bormann-Schwestern führten einen umfangreichen Schriftwechsel mit der Philosophin Susanne Schmida (1894–1981).

## Privates
Elisabeth Bormann war zeitlebens eine begeisterte Turnerin, ebenso wie ihre Schwester Eugenie. Sie war eine hervorragende Klavierspielerin. Im Jahr 1957 wurde sie deutsche Staatsbürgerin. 1962 beantragte sie die Wiedererlangung der österreichischen Staatsbürgerschaft, was ihr verwehrt wurde. Elisabeth Bormann starb mit 91 Jahren nur zwei Monate nach ihrer Schwester Deni in ihrer Wohnung in Berlin-Charlottenburg.

## Ehrungen
Im Jahr 2019 wurde eine Gedenktafel am ehemaligen Physikgebäude in der Robert-Mayer-Straße 2 enthüllt, die an die Entdeckungen im Physikalischen Institut der Universität Frankfurt in den 1920er Jahren und an Max Born, Otto Stern, Walther Gerlach und Elisabeth Bormann erinnert.

## Publikationen (Auswahl)
- Max Born, Elisabeth Bormann: Zur Gittertheorie der Zinkblende in: Annalen der Physik, 1920, Volume 367, Issue 11, S. 218–246.[8] ISSN 0003-3804.
- Elisabeth Bormann: Das elektrostatische Potential des Flußspatgitters in: Zeitschrift für Physik, Februar 1920, 1 (1), S. 55–56.[9] ISSN 1434-6001.
- Max Born, Elisabeth Bormann: Die Elektronenaffinität des Schwefelatoms in: Zeitschrift für Physik, 1. Juni 1920, 1 (3), S. 250–255.[10] ISSN 0044-3328.
- Max Born, Elisabeth Bormann: Eine direkte Messung der freien Weglänge neutraler Atome beim Durchgang durch Gase in: Physikalische Zeitschrift, 1920, 21, S. 578–582.[11]